# Italo Balbo
Italo Balbo (Quartesana, 6 giugno 1896 – Tobruch, 28 giugno 1940) è stato un politico, generale e aviatore italiano.
Iscritto al Partito Nazionale Fascista dal 1920, fu prima squadrista e poi uno dei quadrumviri della marcia su Roma, diventando in seguito comandante generale della Milizia Volontaria per la Sicurezza Nazionale, quindi nel 1925 sottosegretario all'economia nazionale e poi alla Regia Aeronautica. Nel 1929 assunse l'incarico di ministro dell'aeronautica, veste in cui promosse e guidò diverse crociere aeree come la crociera aerea transatlantica Italia-Brasile e la crociera aerea del Decennale. Fu insignito del grado di Maresciallo dell'aria.
Venne nominato nel 1934 governatore della Libia.
Allo scoppio della seconda guerra mondiale organizzò voli di guerra per catturare alcuni veicoli del Regno Unito, e proprio durante il ritorno da uno di questi voli, il 28 giugno 1940, fu abbattuto per errore dalla contraerea italiana sopra Tobruch.

## Biografia

### La formazione

Balbo a 18 anni a Lugo, paese originario della famiglia della madre.

I suoi genitori furono Camillo Balbo e Malvina Zuffi, entrambi maestri elementari. Il padre era di origini piemontesi, mentre la madre era romagnola (la sua famiglia era originaria di Lugo). Italo fu il quarto di cinque figli: Maria, Fausto (nato nel 1885 e morto di malattia nel 1912, padre di Lino), Edmondo ed Egle.
Dopo la sua nascita, la famiglia Balbo si trasferì a Ferrara in un'abitazione in via Mortara 49, a breve distanza da quella in corso Porta Mare dove, nel 1898, venne ad abitare anche la famiglia ebrea Ravenna, che per generazioni aveva vissuto in via Vittoria, nel ghetto. Questa circostanza fece sì che il giovane Italo incontrasse, nella Palestra Ferrara, Renzo Ravenna, di tre anni più anziano; entrambi furono inseriti nella squadra allievi, e da allora iniziò un'amicizia che sarebbe durata per tutta la loro vita.
Balbo, scrive Antonella Guarnieri (responsabile del Museo del Risorgimento e della Resistenza ferrarese), secondo i documenti scolastici del tempo non riscosse risultati brillanti negli studi. Malgrado nelle biografie di regime (che intendevano esaltarne le attitudini politiche e al comando) fosse stato descritto come un prodigio i fatti in realtà furono diversi.
Iscritto alle elementari a 5 anni, gli fu fatta saltare la classe quinta e poté iscriversi al ginnasio a soli 9 anni. Questa iscrizione, secondo la fonte citata, avvenne troppo presto e la sua giovane età gli fece incontrare molte difficoltà nella scuola media, tanto che dopo una serie di bocciature i genitori lo iscrissero, nel 1913, in un istituto di San Marino. Qui tentò di finire gli studi, ma non riuscì a ottenere il diploma liceale.
A Ferrara, in quegli anni, si fronteggiavano una classe contadina organizzata e animata da idee socialiste da una parte, e un gruppo di proprietari terrieri su posizioni conservatrici dall'altra. Si stima, da un censimento dell'inizio degli anni venti, che i braccianti impiegati in agricoltura fossero la metà di tutta la popolazione attiva. Questi lavoratori versavano quasi tutti in situazione di povertà, e la proprietà terriera poteva facilmente sfruttare il loro lavoro per una paga minima.
Balbo intanto, prima dello scoppio della prima guerra mondiale, era maggiormente interessato a partecipare alle discussioni tra monarchici e repubblicani che si tenevano spesso al caffè Mozzi. Le sue posizioni politiche si avvicinarono per un certo periodo alle idee repubblicane e mazziniane, con inclinazione verso movimenti rivoluzionari di ispirazione sindacale.  Tra gli articoli pubblicati in quel periodo, quello pubblicato sulla "Raffica" a difesa dell'amico giornalista e scrittore Romualdo Rossi il quale fondò la rivista "la Diana".

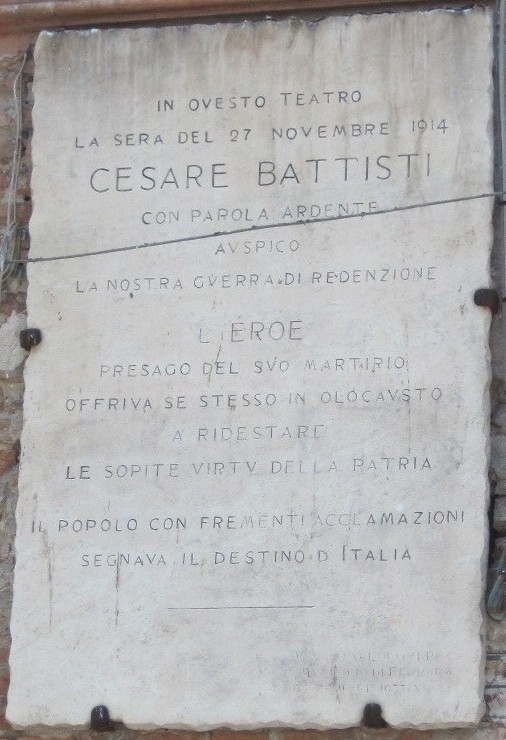
Epigrafe a ricordo del discorso di Cesare Battisti del 1914, posta sulla facciata dell'ex teatro Verdi in piazza Verdi, a Ferrara.

Nel 1911, appreso al caffè Milano dell'iniziativa organizzata da Ricciotti Garibaldi per liberare l'Albania dal controllo dell'impero ottomano, fuggì da casa e tentò di partecipare alla spedizione militare. Non vi riuscì perché fu bloccato dalla polizia, avvisata dal padre.
Nel 1914 Italo Balbo si schierò decisamente con il movimento interventista a favore di una guerra contro l'Impero austro-ungarico, e durante una manifestazione a Milano conobbe Benito Mussolini. Balbo in seguito divenne guardia del corpo di Cesare Battisti durante i comizi da lui tenuti a favore dell'intervento in guerra. Uno di questi comizi si tenne a Ferrara, il 27 novembre 1914, e a invitare l'irredentista trentino fu l'amico e allora ventunenne Renzo Ravenna.

### Alpino nella grande guerra

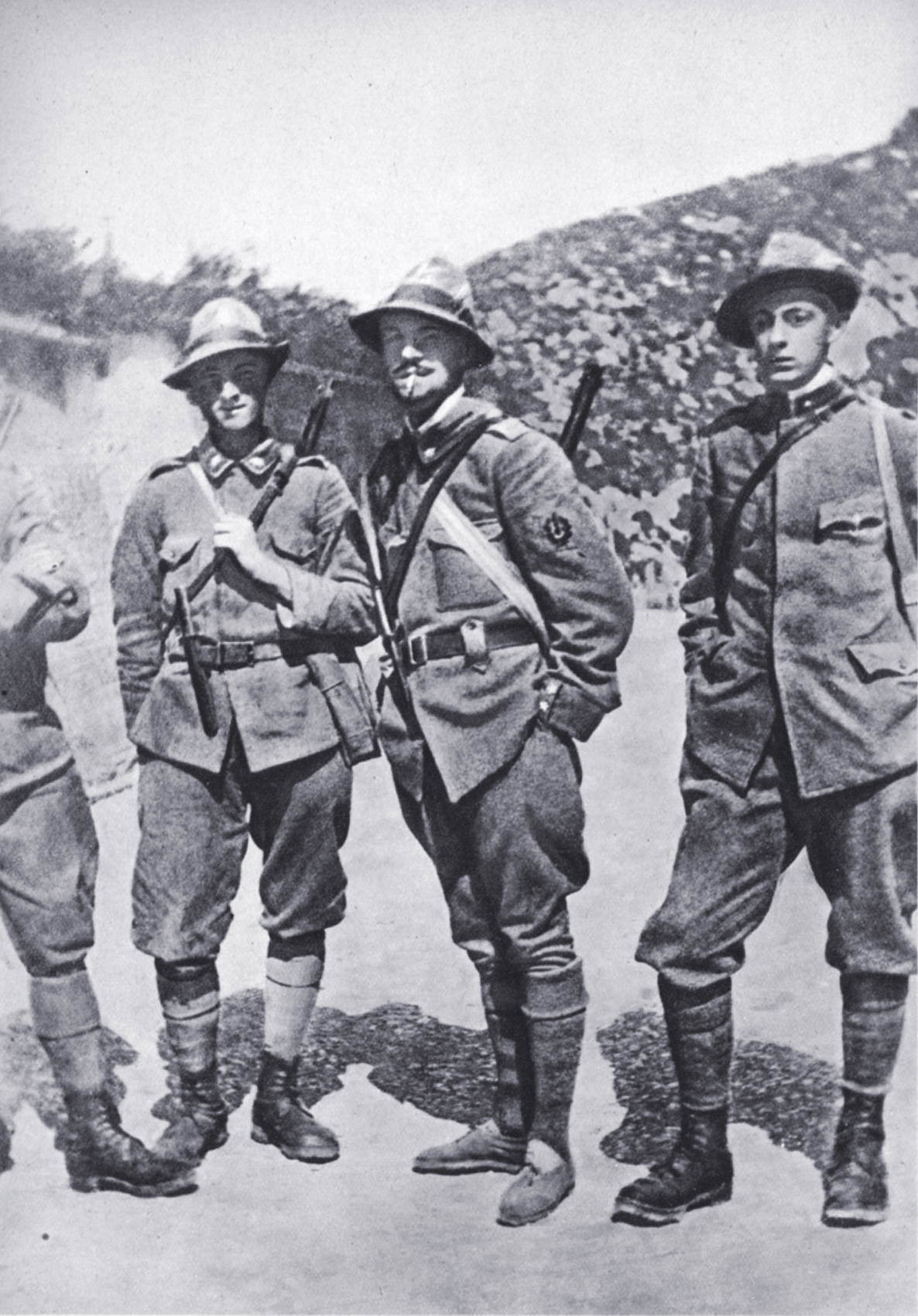
Il Tenente Italo Balbo, Comandante del Reparto Arditi del Battaglione Pieve di Cadore, 7º Reggimento Alpini, ritratto a Dosso Casina, di ritorno da una pattuglia (alla sua destra Pietro Tassotti)

Allo scoppio della prima guerra mondiale, nel maggio del 1915, si arruolò volontario, ma non prese mai parte alle prime azioni sul fronte e già nel novembre di quell'anno ritornò a Ferrara. Nella città estense ripensò alla necessità di ottenere il titolo di studio che ancora non aveva conseguito prima dell'arruolamento volontario. Intanto la situazione stava mutando e le grandi perdite dei primi mesi del conflitto stavano costringendo i comandi del Regio Esercito a rivedere i requisiti necessari per accedere alla carriera di ufficiale. Nell'autunno del 1916 si ripresentò così davanti alla stessa commissione esaminatrice che già lo aveva bocciato una volta, fu ammesso con tutte le materie sufficienti e ottenne la possibilità di concorrere alla nomina a sottotenente.
A questo punto si arruolò nuovamente nell'esercito e nell'aprile del 1917 venne mandato in Carnia e in seguito prestò servizio nel battaglione Alpini "Val Fella". Promosso tenente, il 16 ottobre 1917 lasciò il battaglione perché destinato, su sua domanda, al Deposito Aeronautico di Torino per un corso di pilotaggio, la sua vera grande passione. Pochi giorni dopo, a causa dell'offensiva austro-tedesca, fu costretto a ritornare al fronte, assegnato al battaglione Alpini "Monte Antelao". Nel 1918, al comando degli arditi del battaglione Alpini "Pieve di Cadore", partecipò alla seconda battaglia del monte Grappa che liberò la città di Feltre. Nel corso dell'ultima fase della guerra si guadagnò una medaglia di bronzo e due d'argento al valor militare, raggiungendo il grado di capitano.
Dopo l'armistizio Balbo rimase cinque mesi con il suo battaglione come commissario prefettizio di Pinzano al Tagliamento, in provincia di Udine.

### Il ritorno a casa
A marzo del 1919 iniziò a studiare a Firenze presso l'Istituto di scienze sociali "Cesare Alfieri". Ancora studente si iscrisse all'Associazione Arditi, e cominciò l'attività giornalistica come direttore del settimanale militare L'Alpino, da lui fondato con Aldo Lomasti ed Enrico Villa , fino al dicembre del 1919. Si diplomó all'Istituto "Cesare Alfieri" il 30 novembre 1920 con una tesi finale dal titolo: Il pensiero economico e sociale di Giuseppe Mazzini. 

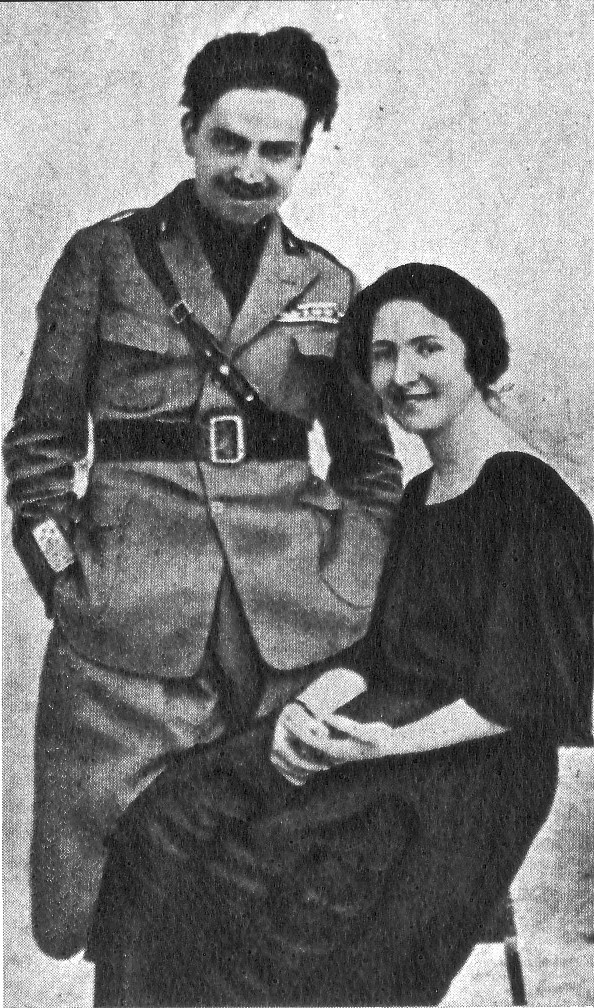
Italo Balbo e la contessina Florio.

Nel frattempo Olao Gaggioli, pure lui reduce della grande guerra, fondò a Ferrara il Fascio futurista cittadino, non lontano, nel suo primo programma, dalle richieste socialiste. Gaggioli, probabilmente sostenuto in questo da Marinetti, inviò la richiesta di adesione del gruppo di Ferrara ai Fasci italiani di combattimento che si stavano riunendo a Milano in piazza San Sepolcro per volontà di Mussolini.
Le elezioni politiche del 1919 furono un successo per il Partito Socialista in Italia, dando origine a quello che poi fu chiamato biennio rosso. Sia a Bologna che a Ferrara la vittoria socialista alle elezioni amministrative, e le ondate di scioperi e occupazioni che l'accompagnarono, destarono la preoccupazione della borghesia industriale e dei proprietari terrieri, che cominciarono ad appoggiare le azioni squadriste contro gli scioperanti e i simpatizzanti socialisti del nascente movimento fascista. Esso, infatti, aveva iniziato a perdere l'iniziale spirito futurista a favore di un'ideologia più conservatrice.
Fu in quel clima che Balbo, terminati gli studi, tornò nella sua città natale ove, messosi alla ricerca di un impiego, gli fu offerta la segreteria del fascio ferrarese. Olao Gaggioli infatti si era dimesso per protesta (poco prima di uno scontro fra militanti socialisti e fascisti presso il castello Estense), adducendo a motivazione che ormai gli agrari, i cattolici ed i liberali avevano snaturato il movimento, trasformandolo in un'organizzazione reazionaria finalizzata a mantenere la situazione di fatto, andando contro le richieste dei braccianti e dei proletari.

### Il matrimonio e l'adesione alla massoneria
Intanto, nell'inverno del 1919 Balbo era stato presentato alla contessina Emanuela Florio (1901-1980), di San Daniele del Friuli, con la quale nel 1924, alla morte del conte Florio, si sposò. Fin quando rimase in vita infatti, il conte Florio si oppose fermamente al matrimonio, nonostante gli incarichi di sempre maggiore prestigio che Balbo andava ricoprendo. Dal matrimonio nacquero tre figli (Giuliana nel 1926, Valeria nel 1928 e Paolo nel 1930).
Anni dopo, ormai governatore della Libia, Balbo ebbe come amante l'attrice di teatro modenese Laura Adani, conosciuta durante una tournée nella colonia italiana.
Dopo essere stato in gioventù di idee repubblicano-mazziniane, dopo il 1920 fu iniziato in Massoneria nella Loggia "Giovanni Bovio", facente parte della comunione della Gran Loggia di Piazza del Gesù; fu Oratore della loggia "Gerolamo Savonarola" di Ferrara, che aveva tra i suoi membri altri iscritti al Partito Nazionale Fascista, e dalla quale andò in sonno in data 18 febbraio 1923.
Tre giorni prima il Gran consiglio del fascismo aveva approvato, con soli quattro voti contrari (Cesare Rossi, Giacomo Acerbo, Alessandro Dudan e lo stesso Balbo), il divieto per gli iscritti al Partito Nazionale Fascista (PNF) di far parte della massoneria.

### Adesione al fascismo

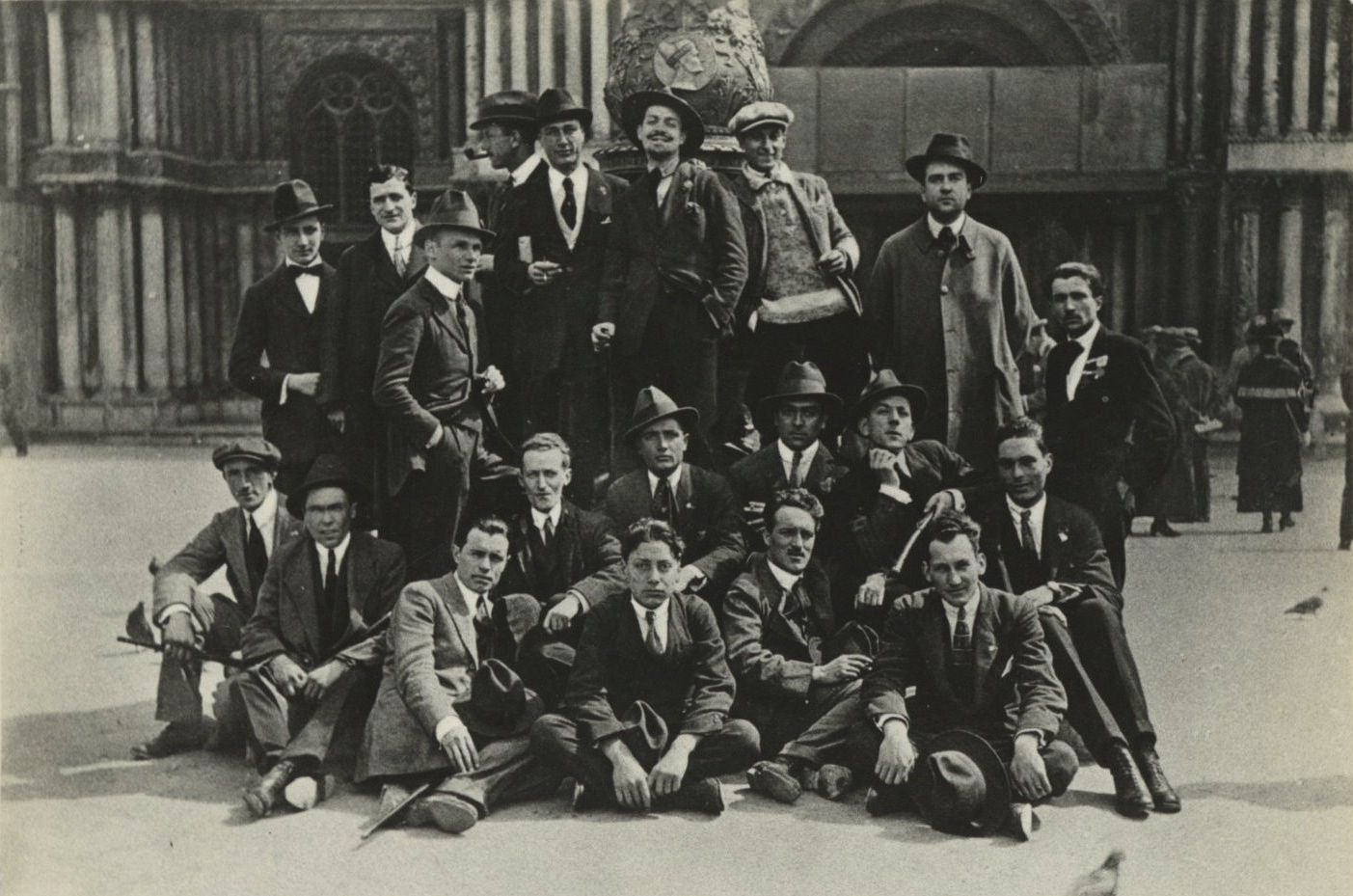
Balbo con la sua squadra d'azione a Venezia nel 1921 davanti alla Basilica di San Marco porta il cappello nero dei repubblicani. Nella foto insieme a Ippolito Radaelli e Umberto Albini

Nel 1920, venticinquenne, Balbo aderì ai Fasci italiani di combattimento. Essendo stato repubblicano, chiese al partito se potesse restarne ugualmente un iscritto, ma ricevuta una risposta negativa si accordò con i fascisti di Ferrara per uno stipendio mensile di 1 500 lire (pagato dai proprietari terrieri) e diventando segretario politico al posto di Gaggioli. Ottenne anche la promessa di un posto come ispettore di banca una volta conclusa la battaglia fascista. Il 13 febbraio 1921 quindi Balbo divenne segretario del Fascio di Ferrara ed uno degli esponenti di spicco, oltre che organizzatore e comandante dello squadrismo agrario, riuscendo ad avere ai suoi ordini tutte le squadre d'azione dell'Emilia-Romagna. In tal modo riuscì anche a mettere a frutto le sue esperienze di comando durante la prima guerra mondiale. In questa veste organizzò una squadra d'azione denominata "Celibano". La sede era il Caffè Mozzi di Ferrara, soprannominato da Balbo e i suoi "sitùzz", ovvero piccolo posto, posticino.
Il gruppo di Balbo, in parte finanziato dai proprietari terrieri locali, fu responsabile di numerose spedizioni punitive contro socialisti, sindacalisti e cooperative contadine; tali atti di violenza, spesso brutali, furono strumentali all'ascesa del fascismo e contribuirono all'instaurazione del regime autoritario. Si indicava una giustificazione dei misfatti come contrasto ai disordini provocati durante il biennio rosso dagli scioperi e dal monopolio instaurato dalle leghe socialiste attraverso spedizioni punitive, motivate con le aggressioni ai camerati, che colpivano i social-comunisti e le cooperative contadine delle province di Ravenna, Modena, Bologna ma anche Rovigo, il Polesine, Firenze e Venezia. Le leghe socialiste, sostengono più fonti fra cui il Guerri, detenevano un enorme potere, che permetteva loro di emarginare coloro che non aderivano, dirottando solo verso i propri affiliati i finanziamenti pubblici e facendosi rimborsare dalla comunità le spese elettorali. Balbo acquisì influenza sui prefetti e sulle autorità locali grazie al potere esercitato attraverso lo squadrismo e la sua posizione nel partito.
Conquistò con i suoi uomini il Castello Estense di Ferrara obbligando il prefetto a finanziare alcune misure contro la disoccupazione, ma l'apice dello squadrismo di Balbo venne raggiunto il 26 e 27 luglio 1922 con l'occupazione di Ravenna. Il 26 luglio i socialisti e i repubblicani locali avevano proclamato uno sciopero generale. Sin dal primo mattino scoppiarono degli scontri in Borgo San Biagio, uno dei quartieri popolari di Ravenna. Rimase ucciso Giovanni Balestrazzi, capo del sindacato autonomo fascista. Gli scontri tra le opposte fazioni si fecero sempre più violenti. La forza pubblica, che fino ad allora si era tenuta in disparte, aprì il fuoco, lasciando sul terreno nove morti e una trentina di feriti, in prevalenza militanti repubblicani e socialisti.
Italo Balbo, chiamato da Ferrara dagli squadristi locali, giunse prima di sera a Ravenna e fece convergere sul capoluogo romagnolo migliaia di camicie nere. Dopo aver ottenuto una tregua con i repubblicani, la mattina del 27 luglio i fascisti si scontrarono duramente con socialisti, comunisti e anarchici, prevalendo. Nel tardo pomeriggio del 27 luglio i fascisti incendiarono l'Hotel Byron, sede delle cooperative socialiste. Poi, sotto la guida di Balbo, le camicie nere imbastirono quella che Mussolini chiamò una «colonna di fuoco», cioè una colonna di autocarri, messi a disposizione dietro minaccia dalla questura, che il 29 luglio distrusse e incendiò numerose "case rosse" nelle province di Forlì e Ravenna. Tali violenze rientrano nella strategia fascista di conquista del potere mediante l'intimidazione politica e la repressione armata. Balbo completò la smobilitazione di Ravenna il mattino seguente.
Nel tentativo di arginare le violenze squadriste, il Prefetto emanò un ordine con cui vietava il porto del manganello. Balbo armò i suoi uomini di stoccafissi i quali, picchiati con energia sulla testa degli avversari, vi producevano gli stessi effetti; i "randelli" di fortuna facevano poi da piatto forte di grandi mangiate conviviali cui talvolta venivano invitate anche le stesse vittime.
Nel maggio 1922 divenne membro della Direzione nazionale del PNF.
Nell'agosto del 1922 avvennero i Fatti di Parma: dopo l'occupazione militare di gran parte della città dell'Emilia, conseguente al cosiddetto sciopero legalitario di inizio mese, circa diecimila uomini di fede fascista provenienti dalle province limitrofe tentarono la presa della città, in cui si trovavano asserragliati gli Arditi del Popolo e le formazioni di difesa proletaria. Il 5 agosto il governo proclamò lo stato d'assedio militare in diverse provincie del nord fra cui Parma. Il 6 agosto, Balbo, resosi conto dell'impossibilità di conquistare la città senza scontrarsi con l'esercito (su consiglio anche del capo della polizia locale, Lodomez.), s'impegnò a ritirarsi dalla città a partire dalle ore 12:00 del giorno stesso. Alla fine si contarono quattro morti a Sala Baganza (due nelle file fasciste e due tra gli abitanti) e cinque morti a Parma, tutti abitanti del quartiere Oltretorrente. I cinque caduti fra le file delle formazioni di difesa proletaria furono: Ulisse Corazza, consigliere comunale del Partito Popolare Italiano, Carluccio Mora, Giuseppe Mussini, Mario Tomba e il giovanissimo Gino Gazzola

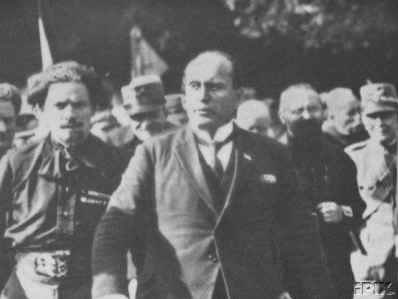
Balbo (a sinistra) a fianco di Benito Mussolini in una foto del 1923.

### Quadrumviro
Balbo venne designato da Mussolini quadrumviro per prendere parte alla marcia su Roma, e lo incaricò di scegliere gli altri due (Michele Bianchi era già stato scelto da Mussolini): Balbo sentì Cesare Maria De Vecchi, che accettò subito, mentre per l'ultimo quadrumviro pensò ad Attilio Teruzzi, poi scartato perché già vicesegretario del PNF, e al generale Asclepia Gandolfo, che declinò l'invito in quanto aveva la moglie molto malata, oltre a essere lui stesso in precarie condizioni fisiche. Balbo e Bianchi puntarono alla fine su Emilio De Bono, che accettò l'investitura. Prima di recarsi a Roma, il 28 ottobre Balbo si precipitò a Firenze per calmare lo squadrista Tullio Tamburini, che aveva deciso di assaltare il palazzo del governo dove si stava svolgendo una festa alla presenza del duca della Vittoria Armando Diaz: per non coinvolgere l'esercito nelle questioni fasciste, Balbo liberò gli ufficiali della scorta di Diaz presi prigionieri da Tamburini, e, stando al suo racconto, vietò «ai fascisti di assaltare la prefettura [...] anzi [...] che organizzino una grande manifestazione al Duca della Vittoria per le strade di Firenze dove passerà». A Roma guidò in particolare la spedizione punitiva contro il quartiere di San Lorenzo che aveva attaccato una colonna fascista. Alla fine della marcia, diversamente dagli altri quadrumviri, Balbo non venne ricompensato in alcun modo: secondo alcuni autori Mussolini già lo intravedeva come un possibile rivale e non volle valorizzarlo troppo.
Sempre nel 1922 iniziò a formare, in città, un gruppo ristretto di collaboratori fidati, tra i quali l'amico Renzo Ravenna. Questi venne candidato alle elezioni amministrative che si tennero alla fine di quello stesso anno, dove fu eletto assessore.

### Al governo
Dall'11 gennaio 1923 Balbo fu membro del Gran consiglio del fascismo. Il 1º febbraio 1923 fu nominato comandante generale della Milizia Volontaria per la Sicurezza Nazionale (vice di De Bono), voluta da Mussolini per normalizzare le squadre d'azione. Mussolini ideò la MVSN già prima della marcia su Roma, affidando a Balbo e ad Asclepia Gandolfo il compito di formare reparti, gradi e uniformi, sebbene non ci fu ancora una vera e propria militarizzazione del corpo.
Nel 1923 intanto Balbo fondò a Ferrara il Corriere Padano con i soldi ricevuti in dote dalla moglie Emanuela, affidato poi alla direzione di Nello Quilici.
In occasione della preparazione della Lista Nazionale per le elezioni del maggio 1924, con cui fu eletto deputato alla Camera, si scontrò con Olao Gaggioli, fondatore del Fascio di Ferrara e convinto che Balbo, iscritto con lo stipendio fisso pagato dagli agrari, fosse un intruso.
Sempre nel 1924 venne accusato di essere il mandante dell'omicidio del parroco antifascista don Giovanni Minzoni ad Argenta, avvenuto per mano di due squadristi facenti capo alle sue milizie: il caso venne archiviato alcuni mesi dopo, per essere poi riaperto - sotto la pressione della stampa, a seguito del delitto Matteotti - nel 1925, risolvendosi con l'assoluzione di tutti gli imputati. Nonostante l'assoluzione, l’omicidio del parroco antifascista Don Minzoni è emblematico del clima di violenza politica promosso dalle squadre fasciste; la gestione del processo fu condizionata dall'influenza del regime sulle istituzioni giudiziarie.
Il 21 novembre 1924 Balbo fu costretto a dimettersi dalla carica di comandante della Milizia a seguito delle documentate rivelazioni de La Voce Repubblicana circa ordini da lui impartiti di bastonature di antifascisti e pressioni sulla magistratura, perdendo la successiva causa per diffamazione da lui intentata al quotidiano.
Balbo intanto, a Ferrara, continuò ad operare in modo da avere persone di sua fiducia e rappresentative nelle posizioni di potere. L'amico Ravenna, da sempre estraneo ad ogni atto di squadrismo, fortemente nazionalista, ebreo ma con una visione laica della sua fede fu invitato ad iscriversi al PNF, e successivamente, alla fine del 1924, nominato Segretario Federale Ferrarese del PNF.
Il 31 ottobre 1925 entrò nel governo Mussolini come sottosegretario all'economia nazionale, e con lui si trasferì a Roma anche Ravenna. Rimase in carica sino al 6 novembre 1926.

### Ministro dell'aeronautica
In quella data infatti venne nominato sottosegretario di Stato al Ministero dell'aeronautica, di cui lo stesso Mussolini era ministro ad interim, al posto del generale d'artiglieria Alberto Bonzani. Si apprestò ad organizzare la neocostituita Regia Aeronautica come forza armata autonoma, ancora ai primi passi, coi bilanci insufficienti, bisognosa di un ammodernamento e di un aumento di prestigio. Con la sua nomina Mussolini ottenne l'occasione per fare dell'aviazione un'arma anche propagandistica, assecondando chi nel PNF voleva alla guida dell'aeronautica un esponente del fascismo mettendo inoltre sotto il suo diretto controllo uno dei più autonomi ras federali.

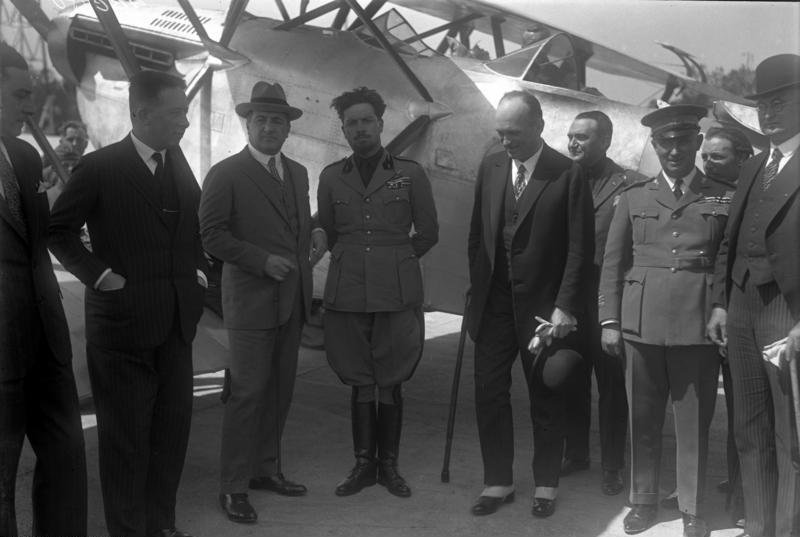
Italo Balbo, al centro in divisa, nel 1930 assieme allo staff della crociera aerea transatlantica Italia-Brasile.

Balbo conseguì il brevetto da pilota nel 1927 e diede una sede stabile al ministero facendo costruire un nuovo palazzo con criteri architettonici razionalisti. Il 29 giugno 1927 rappresentò l'Italia all'esibizione aerea di Hendon (Inghilterra). Decollò la mattina del 28 giugno dall'Aeroporto di Centocelle ai comandi di un Fiat R.22 con il Capitano Ezio Guerra alla guida di una pattuglia dell'Aeronautica. Fece scalo al pomeriggio all'Aeroporto di Parigi-Le Bourget e arrivò all'Aeroporto di Croydon (a sud di Londra) nel pomeriggio del 29 a causa del maltempo. Al rientro la pattuglia fece scalo all'Aeroporto di Berlino-Tempelhof. 

Balbo avviò la fondazione della Città dell'aria a Guidonia con un moderno centro di ricerca aeronautica dove lavorarono Gaetano Arturo Crocco, Luigi Crocco, Antonio Ferri e Luigi Broglio. Inoltre fece nascere un centro studi per coordinare e promuovere lo sviluppo aeronautico, affidandone il comando ad Alessandro Guidoni. Balbo fece nascere anche il Reparto Sperimentale Alta Velocità, a Desenzano del Garda, dove prima sorgeva l'idroscalo privato di Gabriele D'Annunzio. Il direttore, tenente colonnello Mario Bernasconi, ebbe a disposizione ogni tipo di struttura e materiale per consegnare all'Italia l'ambita Coppa Schneider.

### Le trasvolate

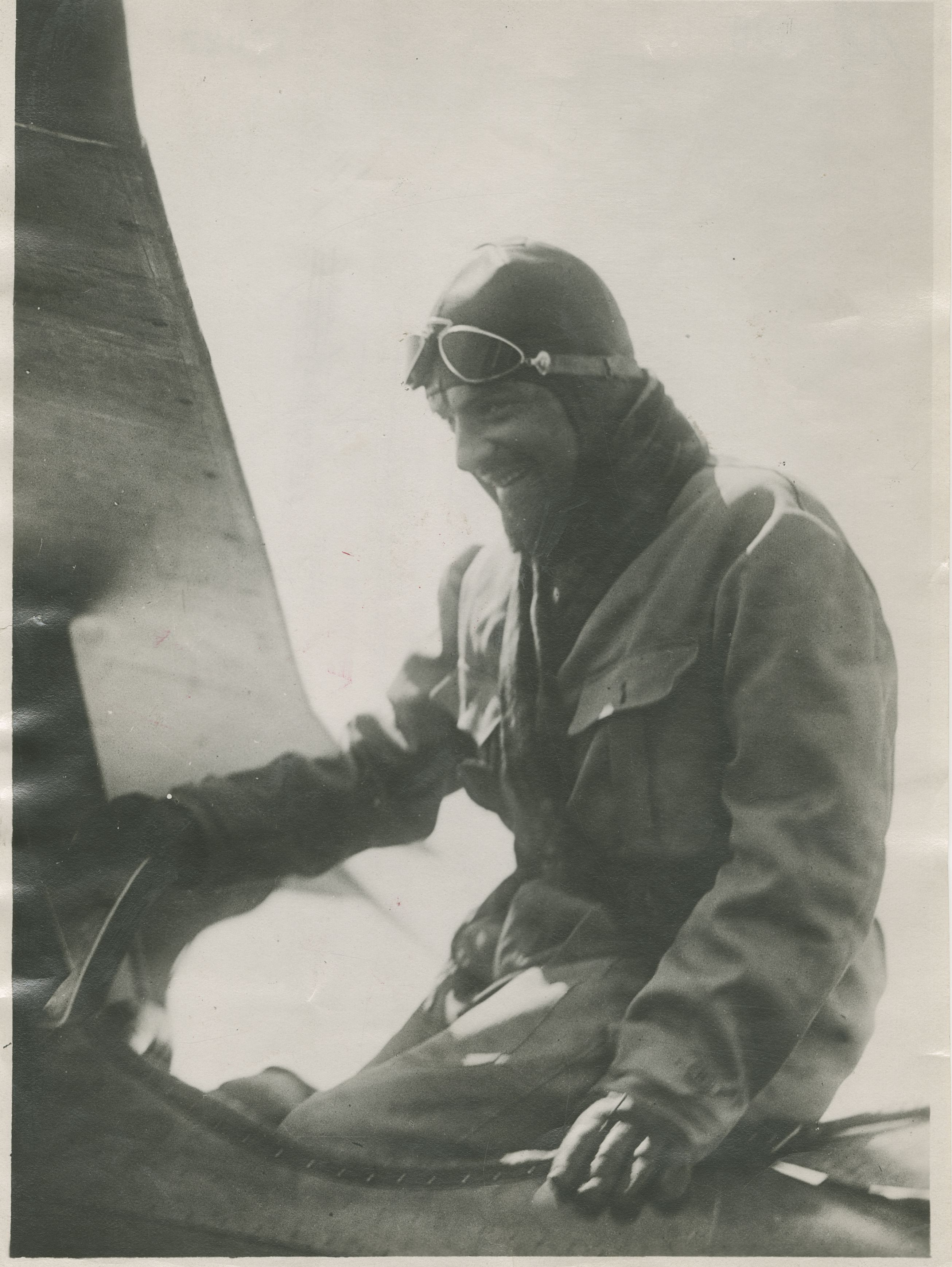
Italo Balbo nel 1930

Le crociere aeree, organizzate anche come strumenti di propaganda del regime fascista, furono presentate come successi tecnico-militari, contribuendo a costruire il culto della personalità attorno a Balbo.
Organizzò la crociera aerea del Mediterraneo occidentale (25 maggio-2 giugno 1928) con Francesco de Pinedo che venne promosso sottocapo di stato maggiore della Regia Aeronautica.
La successiva crociera aerea del Mediterraneo orientale (5-19 giugno 1929) fu presieduta sempre da Balbo, ma il generale De Pinedo venne incluso come semplice pilota di uno degli aerei della formazione, in quanto la direzione tecnica del volo andò al colonnello Aldo Pellegrini, capo del gabinetto di Balbo. Il 20 aprile 1929 intanto fu rieletto deputato alla Camera per il PNF.
Quasi due mesi dopo, il 12 agosto, Balbo sfruttò le voci che giravano su De Pinedo e gli chiese conto dei fondi a lui destinati per compiere il raid atlantico del 1927. De Pinedo rispose indirizzando una lettera a Mussolini in cui criticava le crociere spettacolari e propagandistiche che ponevano in secondo piano la preparazione bellica (senza sapere che Mussolini era contento di questa strategia), dando poi le dimissioni da sottocapo di stato maggiore, che Mussolini accolse con favore, reputandolo non in grado di comprendere le esigenze del regime.
Il 12 settembre 1929, a soli trentatré anni, Italo Balbo, che era stato promosso generale di squadra aerea, fu nominato ministro dell'Aeronautica, carica tenuta fino ad allora da Mussolini. De Pinedo venne allontanato con l'incarico di addetto aeronautico in Argentina. In questi anni Balbo era ricco, potente e famoso, ancora esuberante ed entusiasta, con amicizie nel mondo della cultura e dell'industria che lo avevano affermato tra l'alta borghesia e la nobiltà romana.
Balbo guidò poi due crociere aeree transatlantiche in formazione, inframezzate, nel 1932, da una proposta avanzata a Mussolini circa l'istituzione di un unico ministero per la difesa, sostenuto dalla quadruplicazione delle somme destinate alla marina e all'aeronautica. Alla guida del nuovo ministero sarebbe dovuto andare lo stesso Balbo ma, benché alcuni capi militari vedessero di buon occhio l'iniziativa, le rivalità tra le forze armate e, soprattutto, la gelosia di Mussolini nei confronti della popolarità del ministro aviatore, fecero naufragare l'intero progetto.

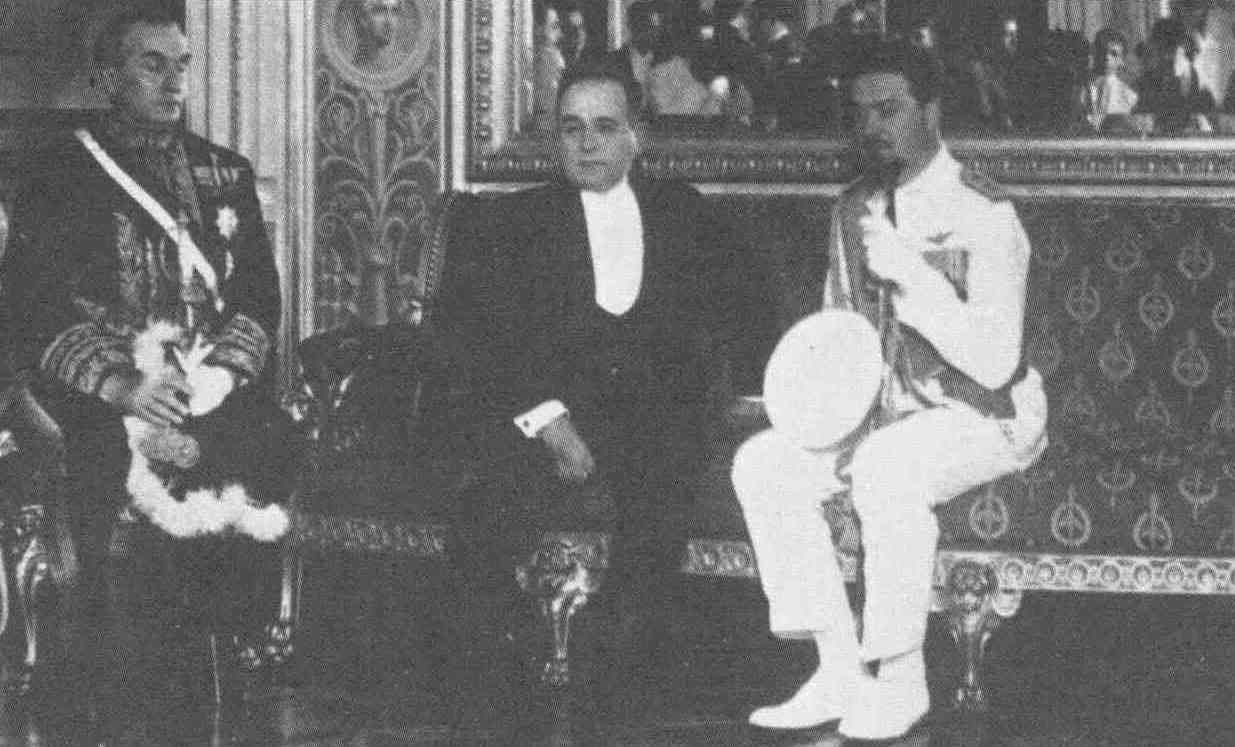
Balbo con il presidente del Brasile Getúlio Vargas a Rio de Janeiro, 15 gennaio 1931.

Per un'altra fonte il nuovo dicastero sarebbe spettato a Mussolini, mentre Balbo progettava di ridefinire i compiti del capo di stato maggiore generale e di prendere possesso di tale carica. La prima idea per una crociera aerea oltreoceano gli venne in mente durante un congresso internazionale aeronautico negli Stati Uniti, dove si convinse che il primo gruppo di aerei che avesse attraversato in formazione l'oceano Atlantico sarebbe passato alla storia. Nel 1929 persuase l'ingegnere Alessandro Marchetti a mettere a punto per l'impresa gli idrovolanti S.55A che sarebbero andati a equipaggiare uno stormo creato ad hoc a Orbetello. Si scelse di trasvolare l'Atlantico meridionale con dodici apparecchi, a cui la Regia Marina avrebbe fornito appoggio con cinque cacciatorpediniere.
Gli idrovolanti partirono infine per la crociera aerea transatlantica Italia-Brasile da Orbetello il 17 dicembre 1930, guidati personalmente da Balbo e dal suo secondo pilota Stefano Cagna, alla volta di Rio de Janeiro, dove arrivarono, non senza lutti e incidenti, il 15 gennaio 1931.

La seconda crociera atlantica, la crociera aerea del Decennale, venne organizzata per celebrare il decennale della Regia Aeronautica in occasione della Century of Progress, esposizione universale che si tenne a Chicago tra il 1933 e il 1934. 

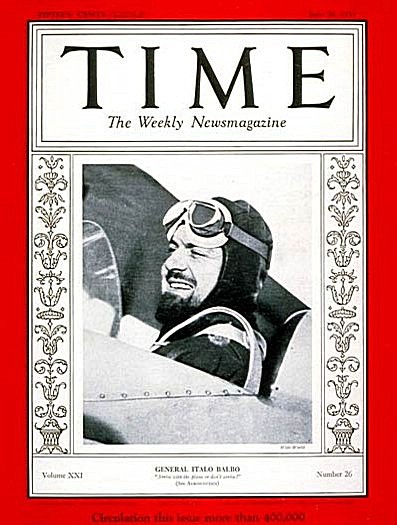
Balbo sulla copertina di Time del 26 giugno 1933.

 Dal 1º luglio al 12 agosto del 1933 Balbo guidò la trasvolata di venticinque idrovolanti S.55X partiti da Orbetello verso il Canada e con destinazione finale gli Stati Uniti.

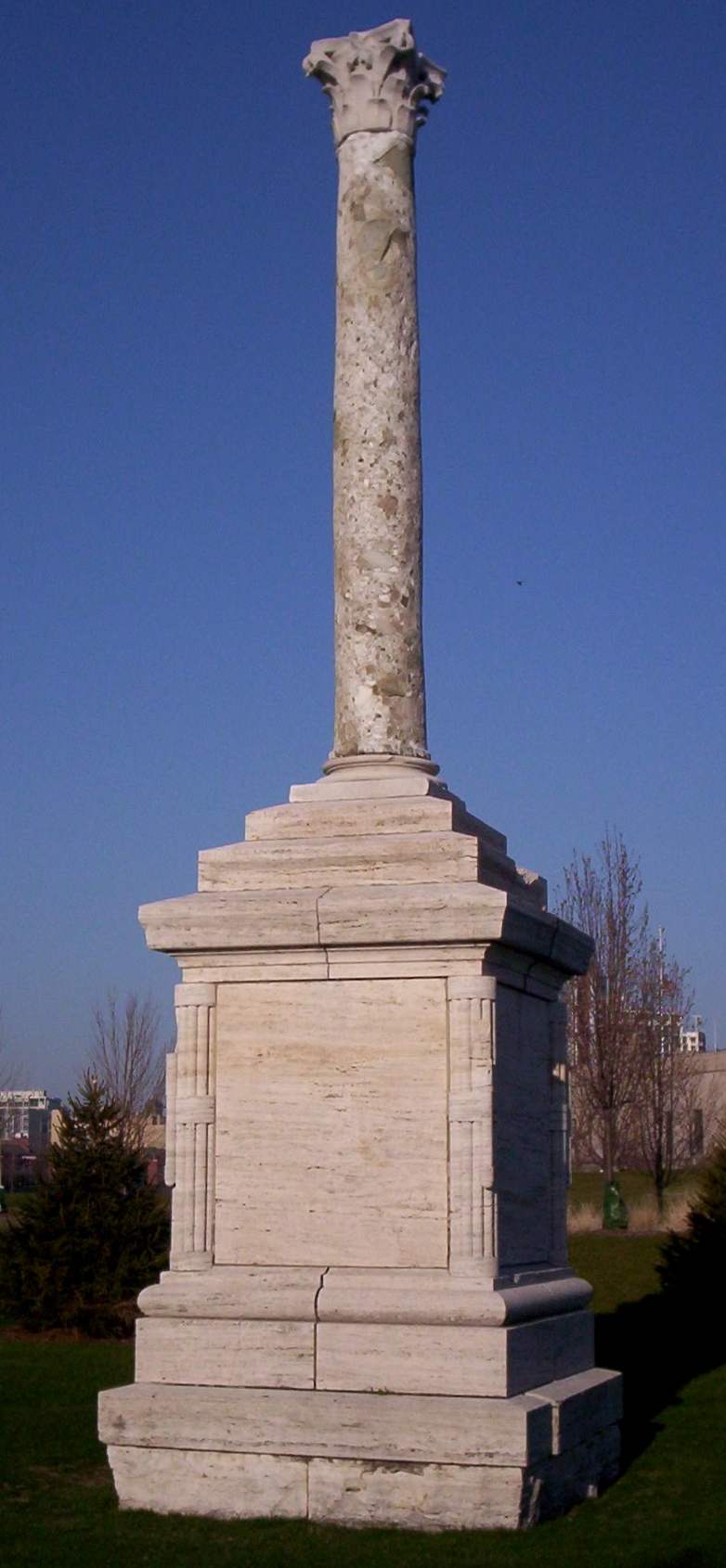
Monumento a Balbo a Chicago. La colonna romana, proveniente da Ostia, era un dono dell'Italia fascista per il monumento.

La traversata di andata approdò in Islanda, proseguendo poi verso le coste del Labrador. Il governatore dell'Illinois, il sindaco e la città di Chicago riservarono ai trasvolatori un'accoglienza trionfale. Venne annunciato che la giornata del 15 luglio era stata proclamata "Italo Balbo's day" e che la settima strada, in prossimità del lago Michigan, sarebbe stata rinominata "Balbo Avenue". La decisione di intitolare una strada di Chicago a un gerarca fascista, per niente controversa in un periodo di grande popolarità internazionale per Balbo e nel quale i rapporti tra il regime e gli Stati Uniti erano distesi, viene contestata decenni dopo. Già nell'immediato dopoguerra vi furono obiezioni: l'antifascista Alberto Tarchiani, ambasciatore italiano a Washington, ne chiese conto al sindaco di Chicago, il quale rispose: "Perché, Balbo non ha trasvolato l'Atlantico?" Tra le varie manifestazioni di entusiasmo per l'impresa, particolarmente curiosa fu la nomina a capo indiano da parte dei Sioux presenti all'Esposizione di Chicago con il nome di "Capo Aquila Volante". Il volo di ritorno proseguì per New York, dove venne organizzata in suo onore e degli altri equipaggi una grande ticker-tape parade; fu il secondo italiano, dopo Armando Diaz, a essere acclamato per le strade di New York, e fu intitolato a Balbo uno dei viali della città. Il presidente Roosevelt lo ebbe ospite.
Tali onorificenze, sebbene oggi controverse, furono concesse in un contesto internazionale dove la natura autoritaria del fascismo non era ancora universalmente condannata. Il successo propagandistico di Balbo all’estero contribuì a rafforzare il consenso interno al regime.
Di ritorno in Italia, il 13 agosto 1933 venne promosso Maresciallo dell'aria. Dopo questo episodio il termine "Balbo" divenne di uso comune per descrivere una qualsiasi numerosa formazione di aeroplani. Meno noto è che negli Stati Uniti il termine "balbo" sia utilizzato anche per indicare il pizzo lungo con baffi.

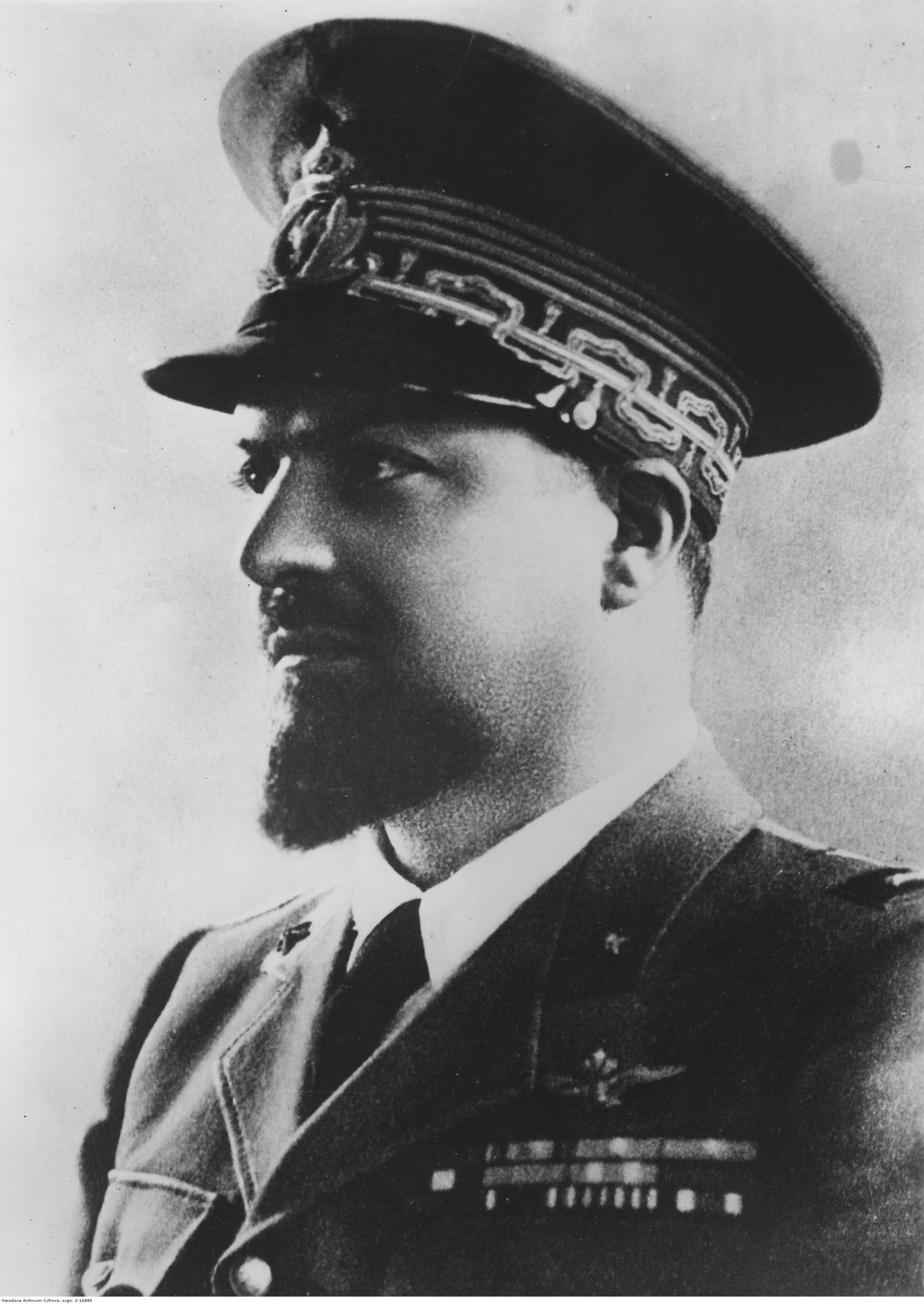
Italo Balbo in uniforme da Maresciallo dell'aria

Al di là di queste imprese, Balbo dispiegò grande energia nell'imporre disciplina e rigore alla Regia Aeronautica sin da quando ne era segretario, accantonando gli aspetti romantici ed individualistici dell'aviazione pionieristica ed indirizzandola piuttosto a formare una forza armata coesa e disciplinata. I voli transoceanici in formazione furono un esempio di tale indirizzo: non più imprese individuali, ma di gruppo e minuziosamente programmate e studiate. Così facendo però diede troppo peso agli eventi spettacolari, inducendo l'aviazione a dare troppa attenzione ai primati sportivi, senza ricadute positive sugli aerei usati per il normale servizio. Il prestigio accumulato dall'aviazione durante il ministero di Balbo, comunque, diede alle autorità italiane l'impressione di avere una forza aerea di prim'ordine. È da rilevare che se Balbo avallò le idee di Giulio Douhet sull'aviazione strategica, nel contempo sostenne fattivamente la costituzione dello Stormo d'assalto sotto il comando di Amedeo Mecozzi, incoraggiando lo sviluppo dell'aviazione tattica.
Balbo si avvalse di queste due linee di pensiero per raggiungere «l'unità organica della difesa dell'aria, e la necessità che sia esclusivamente affidata all'armata aerea, nella quale viene riunito tutto il complesso delle forze [...] disponibili», senza tuttavia dare all'aeronautica «una vera e propria dottrina di guerra fissata in canoni rigidi e immutabili» che, comunque, non era in grado di imporrei ai capi dell'esercito e della marina, nonché agli industriali desiderosi di aggiudicarsi il più alto numero di commesse per allargare il già eterogeneo parco velivoli. È proprio per questo attaccamento alla guerra aerea indipendente che Balbo non affidò mai alcun incarico a Douhet e trasferì, nel 1937, il neo-promosso generale Mecozzi nella lontana Somalia. Si oppose alla concessione di bombardieri alla Regia Marina e alla realizzazione di navi portaerei, che riteneva avrebbero sottratto fondi e materiale alla Regia Aeronautica riducendo anche l'indipendenza della neonata arma aerea. La mancata realizzazione di portaerei influì negativamente sulle operazioni della Regia Marina nel secondo conflitto mondiale (vedasi battaglia di Capo Matapan), ma sarebbe un errore attribuirne la responsabilità alla sola opposizione di Balbo, vista la posizione conservatrice dei vertici della Regia Marina.

### In Libia

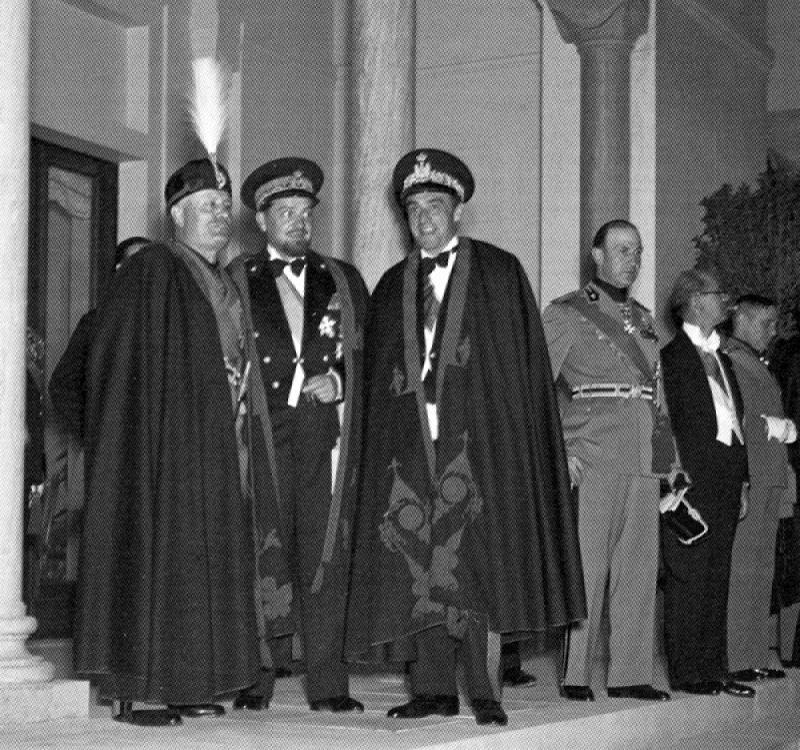
Italo Balbo al centro fra Benito Mussolini e un altro gerarca, durante una serata di gala in Libia.

Raggiunta un'enorme popolarità e considerato politicamente come un insidioso rivale di Mussolini (pesò anche la proposta di riforma dei ministeri delle forze armate), il regime impose che il nome di Balbo non comparisse più di una volta al mese sui quotidiani e fu probabilmente per queste motivazioni che Balbo venne promosso governatore della Tripolitania italiana, della Cirenaica italiana e del Fezzan che, sotto il suo patronato, si fusero nel 1934 in un'unica colonia: la Libia, procedendo poi a una nuova organizzazione territoriale su province.
Balbo ricevette la lettera in cui gli si comunicavano i nuovi compiti il 5 novembre 1933, rispose con un «Mio grande capo, sempre agli ordini!» e il 7 si recò da Mussolini per la consueta visita di congedo. Il ministero dell'aviazione ritornò nelle mani di Mussolini, che dimissionò anche Raffaello Riccardi da sottosegretario, mentre il generale Giuseppe Valle rimase capo di stato maggiore e assunse anche l'incarico di Sottosegretario.
In questa nuova veste il generale Valle scrisse un rapporto segreto in cui dimostrò che Balbo aveva falsificato le cifre sull'effettiva consistenza numerica degli aeroplani, salvo essere accusato dal suo successore, Francesco Pricolo, di aver fatto la stessa cosa. Data l'attitudine dei capi fascisti di mettersi in cattiva luce l'un l'altro agli occhi di Mussolini, le dichiarazioni di Valle sono da prendere con cautela: Balbo, nei fatti, fu certamente più energico e miglior organizzatore della maggior parte dei suoi colleghi. In ogni caso anche Mussolini, pochi giorni dopo averlo licenziato, lo informò che la cifra di 3 125 aeroplani in forza alla Regia Aeronautica da lui fornita era esagerata. Balbo dovette scusarsi chiarendo che aveva incluso nei conteggi anche gli aerei da addestramento, da turismo e addirittura quelli in produzione. Il vero numero degli aerei efficienti al combattimento era, secondo Balbo, 1.765. Mussolini capì che la politica dei raid oltreoceano e dei primati, peraltro da lui sostenuta, aveva distolto l'attenzione dall'efficienza bellica dell'Arma azzurra.

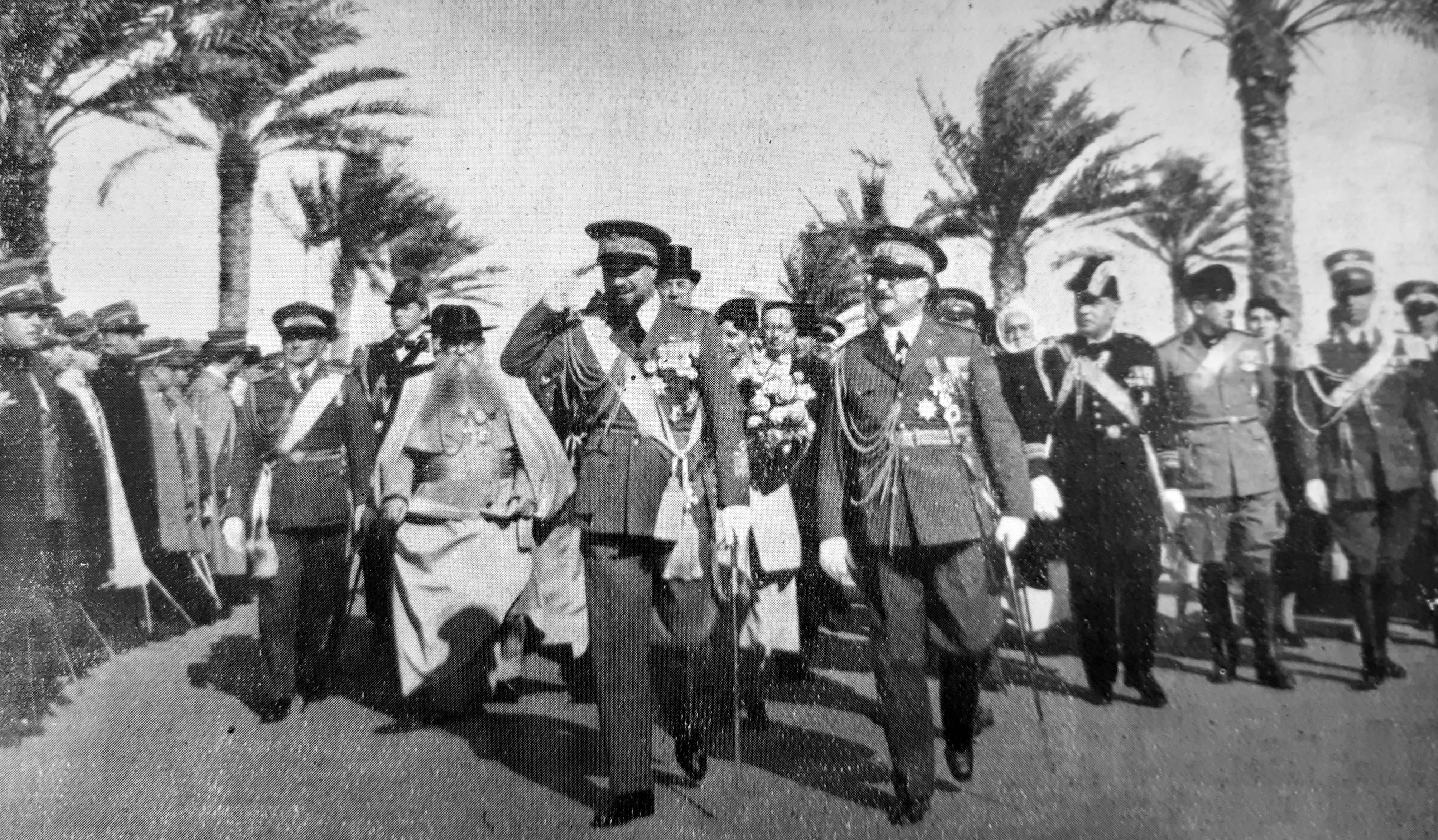
L'arrivo di Italo Balbo a Tripoli quale Governatore della Libia, il 16 gennaio 1934

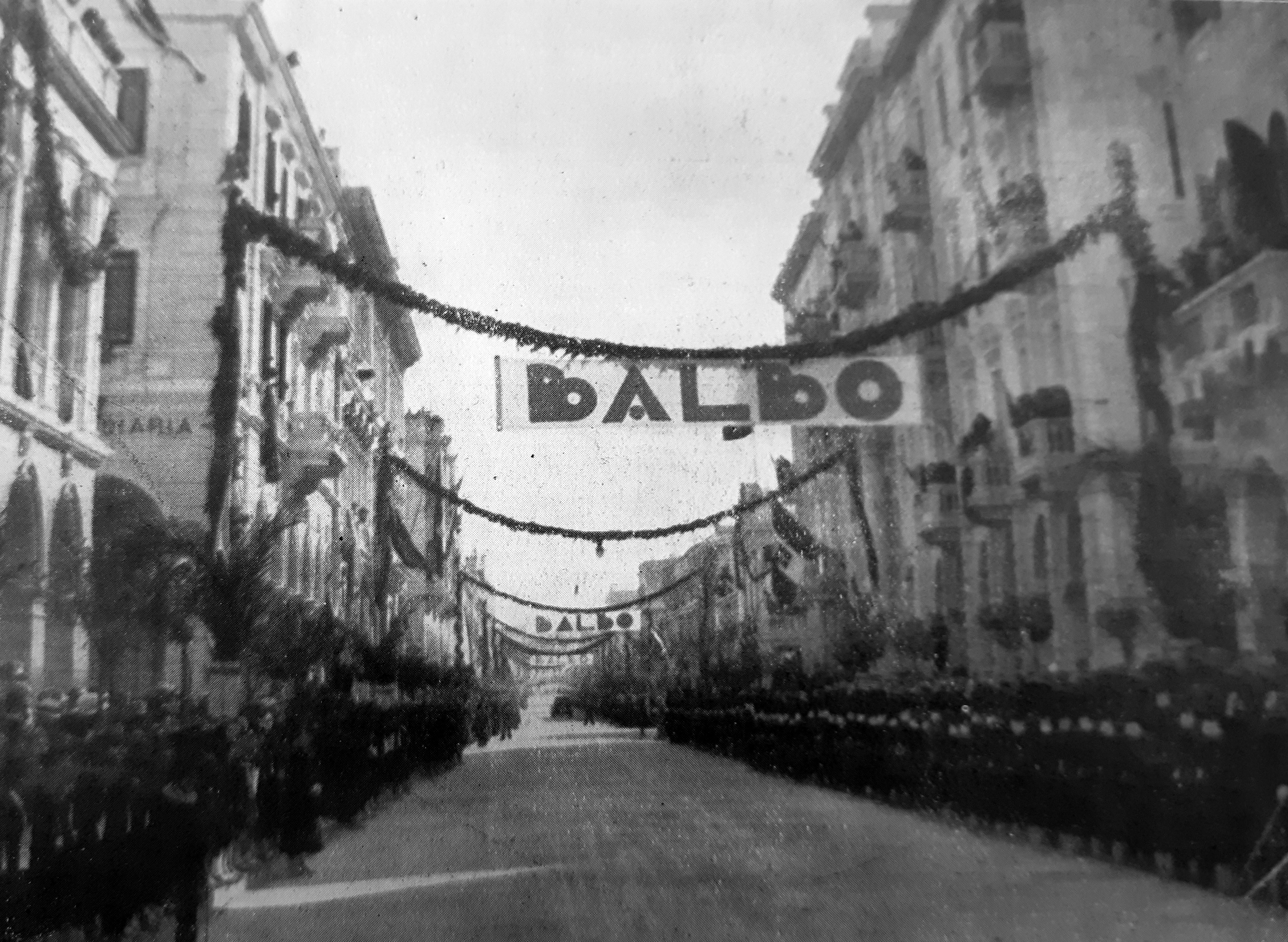
Festeggiamento in onore di Italo Balbo nuovo Governatore della Libia. Tripoli, gennaio 1934

Il 16 gennaio 1934 sbarcò a Tripoli e lanciò un proclama: «Assumo da oggi, in nome di Sua Maestà, il governo. I miei tre predecessori, Volpi, De Bono, Badoglio, hanno compiuto grandi opere. Mi propongo di seguire le loro orme». Balbo, in accordo con il piano di Mussolini, dette un fortissimo impulso alla colonizzazione italiana della Libia, organizzando l'afflusso di decine di migliaia di italiani e seguendo una politica di integrazione e pacificazione con le popolazioni musulmane affermando che, diversamente dalle popolazioni dell'Africa orientale, quelle libiche avevano un'antica tradizione di civiltà e che col tempo, grazie alla loro intelligenza e alle loro tradizioni, si sarebbero portate al di sopra del livello coloniale. Proprio in senso di questo proposito per prima cosa, una volta giunto in Libia, Balbo fece immediatamente chiudere (contro il volere di Mussolini) cinque campi di concentramento italiani creati contro le popolazioni locali. Ampliò la superficie del territorio nazionalizzato a 1 250 000 acri e promosse la politica coloniale fascista che, pur prevedendo investimenti nelle infrastrutture, comportò l'esproprio di terre, la deportazione di popolazioni locali e la repressione sistematica di ogni resistenza alla dominazione italiana; in Cirenaica per rinsaldare la sconfitta dei Senussi, vennero confiscate le proprietà delle tribù e la loro struttura sociale distrutta, deportandone i membri per farne una riserva di manodopera a basso costo.
Nel 1937 Balbo si fece promotore presso Mussolini, in visita alla colonia, di un'iniziativa per donare alla popolazione indigena, quale ricompensa per aver prestato servizio militare in Etiopia, la cittadinanza italiana, una proposta che alla fine sfociò in una cittadinanza di "seconda classe" a soltanto pochi elementi. Nel 1938 guidò di persona un convoglio di diciassette navi partito dall'Italia alla volta della Libia con a bordo 1 800 famiglie, per la cui venuta furono fondati 26 nuovi villaggi, principalmente in Cirenaica, ognuno con un municipio, un ospedale, una chiesa, un ufficio postale, una stazione di polizia, un locale per bere il caffè, una cooperativa di consumo, un mercato e una sede del PNF. Sull'evento fu organizzata una grande campagna pubblicitaria, che Mussolini fece presto tacere per non dare troppo risalto alla figura di Balbo. Vennero donate terre, bestiame e sementi agli agricoltori (in misura minore agli arabi), anche se i frutti di queste politiche non fecero in tempo a maturare prima dell'inizio della seconda guerra mondiale. Inoltre si cercò di assimilare i musulmani libici con una politica apparentemente amichevole, fondando nel 1939 dieci villaggi per gli Arabi e i Berberi libici: "El Fager" (al-Fajr, "Alba"), "Nahima" (Deliziosa), "Azizia" ('Aziziyya, "Meravigliosa"), "Nahiba" (Risorta), "Mansura" (Vittoriosa), "Chadra" (khadra, "Verde"), "Zahara" (Zahra, "Fiorita"), "Gedida" (Jadida, "Nuova"), "Mamhura" (Fiorente), "Beida" (al-Bayda', "La Bianca"). Tutti questi villaggi avevano la loro moschea, scuola, centro sociale (con ginnasio e cinema) e un piccolo ospedale. Questo massiccio investimento italiano però non migliorò in maniera rilevante la qualità della vita della popolazione libica; anzi contribuì a peggiorarla in quanto l'obiettivo principale della costruzione di questi villaggi era allontanare le popolazioni locali dalle aree più fertili per favorire così l'economia dei coloni italiani.
Anche il turismo venne curato con la istituzione dell'ETAL, Ente turistico alberghiero della Libia, il quale gestiva alberghi, linee di autobus di gran turismo, spettacoli teatrali e musicali nel teatro romano di Sabratha, il Gran Premio automobilistico della Mellaha (detto internazionalmente "Tripoli Grand Prix" e disputato dal 1925 al 1940), una località entro le oasi tripoline e altre iniziative.
Vennero avviati progetti di opere pubbliche e sviluppo della rete stradale (ma non di quella ferroviaria) realizzando, oltre ai 1822 km della litoranea che segue il Mediterraneo per centinaia di chilometri e che in suo onore si chiamò via Balbia, 1600 km di strade asfaltate, 454 km di massicciate e 2830 km di piste nel deserto con numerose case cantoniere doppie per le due famiglie il cui compito sarebbe stato quello di occuparsi della manutenzione delle strade.
Grave fu però la mancanza di infrastrutture in grado di far operare le forze armate sue due fronti: i porti erano insufficienti mentre altri, come quello di Tripoli, erano poco difesi; la frontiera ovest era «praticamente aperta» (parole dello stesso Balbo) mentre quella est insicura e poco presidiata. Balbo era cosciente di tutto questo, tanto che si lamentò con Mussolini per la carenza o l'obsolescenza delle apparecchiature militari di sua disponibilità. I tanti soldi che Balbo spendeva in sontuose feste e per la vita privata gli affibbiarono il soprannome di "Sciupone l'Africano", e ci fu anche chi mise in circolazione l'idea che si era arricchito grazie ai lavori per le opere pubbliche, specialmente con la via Balbia. Il governatore della Libia amava spendere e sperperare, ma in realtà non si arricchì in modi illeciti. Balbo era già ricco (la dote della moglie e il suo curriculum vitae gli avevano portato da soli due valide giustificazioni al tenore di vita che conduceva) inoltre, quando il ragioniere dello Stato controllò i fondi stanziati per la via Balbia (103 milioni di lire assegnate a undici imprese coordinate da 45 funzionari del genio civile ed operanti con circa 12 000 operai fra libici e coloni italiani) si complimentò con lui per aver contenuto la spesa: da Roma se ne era prevista una più alta, segno che Balbo non prese alcuna tangente. La manovalanza libica ebbe un regolare contratto che andava dalle 6 alle 12 lire al giorno contro le 25 - 30 lire degli operai italiani, e questo permise l'economicità dell'opera, nonostante le 50 lire di anticipo elargite agli operai libici da lasciare alla famiglia.

### IV centenario ariostesco del 1933 a Ferrara
Per volontà sua e dell'amico Renzo Ravenna venne organizzata a Ferrara una mostra per celebrare il IV centenario ariostesco. Nella preparazione dell'evento vennero coinvolti Nino Barbantini e Adolfo Venturi, oltre al responsabile delle Belle Arti Arduino Colasanti. Collaborò anche Nello Quilici, allora direttore del Corriere Padano. L'esposizione ebbe risonanza nazionale e un successo notevole per l'epoca. L'Istituto Luce realizzò alcune riprese e fu visitata da oltre settantamila visitatori, tra i quali i Principi di Piemonte e Vittorio Emanuele III di Savoia. Non fu presente alle celebrazioni invece Benito Mussolini.
Tra i siti scelti per ospitare i vari eventi vi furono: palazzo dei Diamanti, le Mura degli Angeli, il Castello Estense, il palazzo di Ludovico il Moro, Casa Romei, il chiostro di San Romano e l'isola Bianca sul Po.
La mostra fu strettamente legata all'esposizione della pittura ferrarese rinascimentale perché le intenzioni di Italo Balbo erano di riportare Ferrara all'antico splendore andato perduto con la devoluzione del 1597 e quindi di celebrare il suo passato storico ed artistico. Inoltre si tennero una serie di conferenze e di pubbliche letture. Chiamate l'Ottava d'Oro. Avviate nel 1928, si svilupparono nell'arco di oltre quattro anni. Alle manifestazioni pubbliche presero parte Riccardo Bacchelli, Antonio Baldini, Attilio Momigliano, Massimo Bontempelli, Filippo Tommaso Marinetti, Curzio Malaparte e molti altri.

### In dissenso con Mussolini

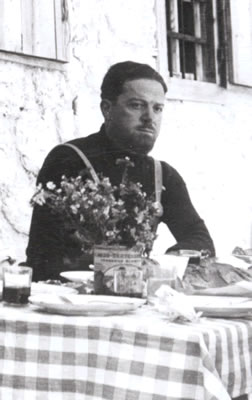
Italo Balbo davanti al rifugio Luzzatti (oggi Rifugio Alfonso Vandelli) a Cortina d'Ampezzo nell'estate 1937.

Italo Balbo fu il meno servile dei gerarchi. Dopo l'occupazione tedesca della Cecoslovacchia, il 21 marzo 1939 Balbo, a Roma, accusò gli altri membri del Gran Consiglio del Fascismo di lustrare «le scarpe alla Germania», unico a criticare la scelta di Mussolini di rimanere vicino alla Germania di Adolf Hitler. In seguito espresse ripetutamente malcontento e preoccupazione per l'alleanza militare con la Germania (opinione condivisa peraltro nelle fasi iniziali anche dal ministro degli esteri Galeazzo Ciano, da Emilio De Bono e da Dino Grandi) e per la politica seguita da Mussolini sia sul piano interno che sul piano internazionale. Egli si era mostrato segretamente contrario anche all'intervento italiano nella guerra civile spagnola a sostegno di Francisco Franco, convinto che le forze armate italiane avessero bisogno di tempo e denaro per riorganizzarsi dopo la guerra d'Etiopia.
Il suo dissenso nei confronti di Mussolini si era sempre più acuito a partire dal 1938, quando, in più occasioni, manifestò a Mussolini la sua contrarietà alla promulgazione delle leggi razziali. Balbo proveniva da Ferrara, città sede di un'antica e rappresentativa comunità ebraica, aveva amici ebrei, con i quali restò in relazione rifiutando l'ostracismo ufficiale; in Libia evitò agli ebrei locali l'estensione delle leggi razziali. Nel suo periodo di governatore della Libia entrò però in vigore a Tripoli un'ordinanza commissariale che costringeva i negozianti ebrei di alcune parti della città a tenere aperte le loro attività anche il sabato, pena il ritiro della licenza e la fustigazione.
In particolare, riguardo al comportamento di Italo Balbo dinanzi alla promulgazione fascista delle leggi razziali (1938), nella sua documentata biografia di Italo Balbo lo storico Giorgio Rochat si è cosi espresso: «La comunità ebraica ferrarese, che nel 1938 contava quasi settecento aderenti, era una delle più anziane e meglio inserite di tutta Italia. Chi oggi cerca di definire se Balbo e il fascismo ferrarese fossero filosemiti o antisemiti, dimentica che a Ferrara il problema non si poneva, perché gli ebrei non erano discriminati ma giustamente considerati cittadini a pieno titolo; e infatti furono in grande maggioranza ferventi fascisti e l'avvocato Renzo Ravenna, amico e collaboratore di Balbo, fu podestà di Ferrara dal 1926 al 1938 senza che ciò suscitasse problema alcuno. L'otto luglio del 1936 il generale Riccardo Moizo, comandante generale dell'arma dei Carabinieri, scriveva, in risposta a una sollecitazione del ministero degli interni: Da riservate indagini è risultato che in Ferrara domiciliano circa ottocento ebrei, molti dei quali occupano importanti cariche pubbliche. Tutti gli ebrei, in genere, sono elementi attivi, diligenti e parsimoniosi, ciò che spiega come non pochi abbiano potuto raggiungere buone posizioni sociali ed economiche ed occupare posti direttivi. Essi, in linea politica, non hanno mai dato luogo a rilievi, né consta che abbiano comunque commesso abusi o parzialità; si distinguono anzi per attaccamento al regno e alle istituzioni nazionali. [...]

[Balbo] fece quanto era in suo potere per arrestare la campagna antisemita, pur senza arrivare a prendere posizione in pubblico, come non era consentito a un alto gerarca; e nella riunione del Gran Consiglio del sei ottobre 1938, che varò un articolato programma di discriminazioni contro gli ebrei, si batté contro il progetto [...] e tentò con qualche successo di attenuarne la portata. Questa battaglia non giunse fino a una rottura politica: Balbo ostentò ripetutamente la sua amicizia con Renzo Ravenna e altri ebrei cacciati dalle loro cariche, ma rimase amico fraterno di Nello Quilici e, pur adoperandosi per favorire singole persone, non si oppose all'introduzione a Ferrara della legislazione antisemita in tutta la sua estensione».
Assieme a Ciano, disse che Hitler aveva violato il Patto d'Acciaio firmando il patto con Stalin nell'agosto 1939, e si schierò fermamente e apertamente a favore della neutralità in una futura guerra e, anche quando questa scoppiò il 1º settembre seguente, Balbo, il 7 dicembre durante una riunione del Gran Consiglio, mise sul tavolo la possibilità di un'alleanza con il Regno Unito e la Francia. Raccolse l'invito della principessa Maria José a dissuadere insieme ad Amedeo di Savoia-Aosta Mussolini dall'entrare in guerra, ma Mussolini decise di restare fedele all'alleato tedesco.

### L'entrata in guerra

Balbo con Rodolfo Graziani durante un'ispezione sul fronte libico.

Nelle sue direttive del 31 marzo 1940 Benito Mussolini aveva delineato in termini generali la strategia globale che avrebbe dovuto essere seguita dalle forze armate italiane nel caso sempre più probabile di una entrata in guerra a fianco del Terzo Reich contro la Francia e la Gran Bretagna. Riguardo al teatro bellico nordafricano Mussolini stabiliva che a causa della difficile situazione geografica della Libia teoricamente minacciata sia dall'Egitto britannico che dal Nordafrica francese, le forze italiane nella colonia, comandate da Balbo, avrebbero dovuto mantenersi sulla difensiva. Le forze francesi in Marocco, Algeria e Tunisia del generale Charles Noguès ammontavano a otto divisioni mentre le truppe britanniche in Egitto erano calcolate dal servizio informazioni italiano in circa cinque divisioni; quindi dopo l'entrata dell'Italia nella seconda guerra mondiale il 10 giugno 1940 Mussolini confermò le sue direttive difensive. La situazione cambiò con la sconfitta della Francia e l'armistizio del 25 giugno 1940 a Villa Incisa; le colonie francesi vennero neutralizzate e il maresciallo Balbo poté concentrare la maggior parte delle sue forze sul confine libico-egiziano.
Le forze italiane in Libia del maresciallo Balbo apparivano sulla carta adeguate al teatro bellico coloniale; dalla fine degli anni trenta erano state inviate una serie di unità di fanteria destinate in realtà prevalentemente a compiti difensivi. In totale il 10 giugno 1940 erano presenti in Libia quattordici divisioni con 236 000 soldati, 1 427 cannoni, 339 carri armati leggeri L3, 8 039 automezzi; queste forze erano suddivise tra la 5ª Armata che al comando del generale Italo Gariboldi copriva il confine occidentale con sei divisioni di fanteria e due divisioni di camicie nere, e la 10ª Armata del generale Mario Berti che, con tre divisioni di fanteria, due divisioni libiche e una divisione di camicie nere, era schierata sul confine egiziano. La Regia Aeronautica disponeva in Libia di circa 250 aerei in maggioranza di modelli non molto moderni ospitati in basi sguarnite e poco difese, e necessitavano di urgenti rifornimenti. Queste forze erano forti numericamente ma in realtà si trattava di reparti prevalentemente appiedati, privi di automezzi sufficienti, con gravi carenze di armamento soprattutto nei mezzi corazzati, poco addestrate alla guerra nel deserto.
Consapevole da tempo dell'inferiorità delle truppe a sua disposizione in caso di guerra Balbo aveva, in tempo di pace, sperimentato la creazione di nuclei specializzati per sopperire all'inadeguatezza di mezzi italiani dando origine alle Compagnie auto-avio sahariane (queste ultime comporranno poi una parte del Raggruppamento Maletti) equivalenti dei più noti Desert Rats con lo scopo di compiere ricognizioni a lungo raggio o veloci incursioni (agevolate dalla loro completa motorizzazione, eccezione notevole per l'esercito italiano di quel contesto) e molto ben coordinate con i reparti di aviazione assegnatagli in modo permanente.
Per sopperire, in minima parte, alla mancanza di mobilità delle proprie truppe, dovuta alle caratteristiche di un territorio che comunque avrebbe dovuto essere idealmente difeso da forze in grado di intervenire e spostarsi celermente, Balbo creò, coadiuvato dal fidato collaboratore Stefano Cagna, nell'aeroporto di Castel Benito il primo battaglione paracadutistico del Regio Esercito, denominato Battaglione Fanti dell'aria, agli ordini di Goffredo Tonini, che più tardi avrebbe dato origine alla Folgore.
Le forze britanniche presenti sul confine egiziano all'inizio della guerra dipendevano dal Comando del Medio Oriente del generale Archibald Wavell ed erano molto meno numerose, due divisioni con 36.000 soldati in totale, ma, essendo completamente motorizzate e fornite di mezzi corazzati e meccanizzati idonei alla veloce guerra nel deserto, erano molto più mobili e si dimostrarono subito pericolose per i presidi fissi italiani. Il maresciallo Balbo rilevò la superiorità tattica e tecnica dei britannici e la segnalò al maresciallo Pietro Badoglio; tuttavia nonostante questi avvertimenti, il Comando Supremo a Roma ordinò il 28 giugno 1940 al governatore di raggruppare tutte le forze disponibili sul confine libico-egiziano ed invadere l'Egitto.
Fin dai primi giorni di guerra le autoblindo britanniche causarono diversi problemi agli italiani e l'eliminazione di queste divenne importante. Balbo catturò la prima autoblindo il 21 giugno 1940 a Bir el Gobi: avvistato il mezzo in volo col suo S.M.79, il governatore scese immediatamente a terra mentre il secondo pilota Ottavio Frailich ridecollò subito circuitando con aria minacciosa sopra l'autoblindo, poi catturato dalle truppe di terra coordinate da Balbo.

Italo Balbo in divisa da aviatore.

### L'ultimo volo
Il 28 giugno 1940 si levò in volo da Derna per raggiungere il campo d'aviazione "T.2" dell'Aeroporto di Tobruch con due trimotori S.M.79, uno pilotato da lui stesso (che però non aveva il codice radio I-MANU; questo codice era in realtà di un S.75 assegnato in precedenza al Governatore della Libia come aereo personale con la sigla I-MANU, dal nome della moglie Emanuela) e uno dal generale Felice Porro, comandante della 5ª Squadra aerea. Da Tobruch i due aerei avrebbero poi compiuto un'incursione per cercare di catturare alcune autoblindo nemiche. L'equipaggio era costituito da Italo Balbo, pilota, dal maggiore Ottavio Frailich, secondo pilota, dal capitano motorista Gino Cappannini e dal maresciallo marconista Giuseppe Berti. Frailich, Cappannini e Berti erano tutti "atlantici" che avevano già volato con Balbo nella Crociera del Decennale. All'equipaggio vero e proprio si aggiunsero il maggiore Claudio Brunelli (direttore generale dell'ETAL di Tripoli), i tenenti Francesco detto 'Cino' Florio e Lino Balbo (rispettivamente cognato e nipote di Italo Balbo), il console generale della Milizia onorevole Enrico Caretti (segretario federale del PNF di Tripoli), e il capitano di complemento Nello Quilici, direttore del Corriere Padano e padre di Folco Quilici.
Giunti in vista di Tobruch verso le 17:30 i piloti videro alte colonne di fumo dovute a un attacco britannico effettuato con bombardieri Bristol Blenheim, e Balbo ordinò di atterrare per verificare la situazione. Prossimo all'atterraggio senza aver tuttavia avvisato prima la base, ed essendoci stata una tempesta di Ghibli, fu scambiato dalla contraerea di terra e dall'incrociatore italiano San Giorgio - all'ormeggio nei pressi del porto come batteria galleggiante - per uno degli aerei britannici che poco prima avevano attaccato le attrezzature navali lì presenti e fu di conseguenza preso di mira e colpito dalle batterie del San Giorgio. L'aereo di Porro riuscì a compiere una manovra diversiva e non fu centrato, mentre quello di Balbo, ormai in fase di atterraggio, precipitò in fiamme al suolo, provocando la morte di tutto l'equipaggio.
Il 29 giugno Mussolini dichiarò: «un bell'alpino, un grande aviatore, un autentico rivoluzionario. Il solo che sarebbe stato capace di uccidermi». Badoglio, che era con lui ad Alpignano quando apprese della notizia, disse che Mussolini non dimostrò «il minimo turbamento». Galeazzo Ciano invece annotò sul suo diario che «Balbo non meritava questa fine: era esuberante, irrequieto, amava la vita in ogni sua manifestazione. […] Non aveva voluto la guerra e l'aveva osteggiata fino all'ultimo. […] Il ricordo di Balbo rimarrà a lungo tra gli italiani, perché era, soprattutto, un italiano con i grandi difetti e le grandi qualità della nostra razza.» Sul bollettino delle forze armate apparve il seguente comunicato:
Due giorni dopo la sua morte, un aereo britannico paracadutò sul campo italiano una corona di alloro con un biglietto di cordoglio:

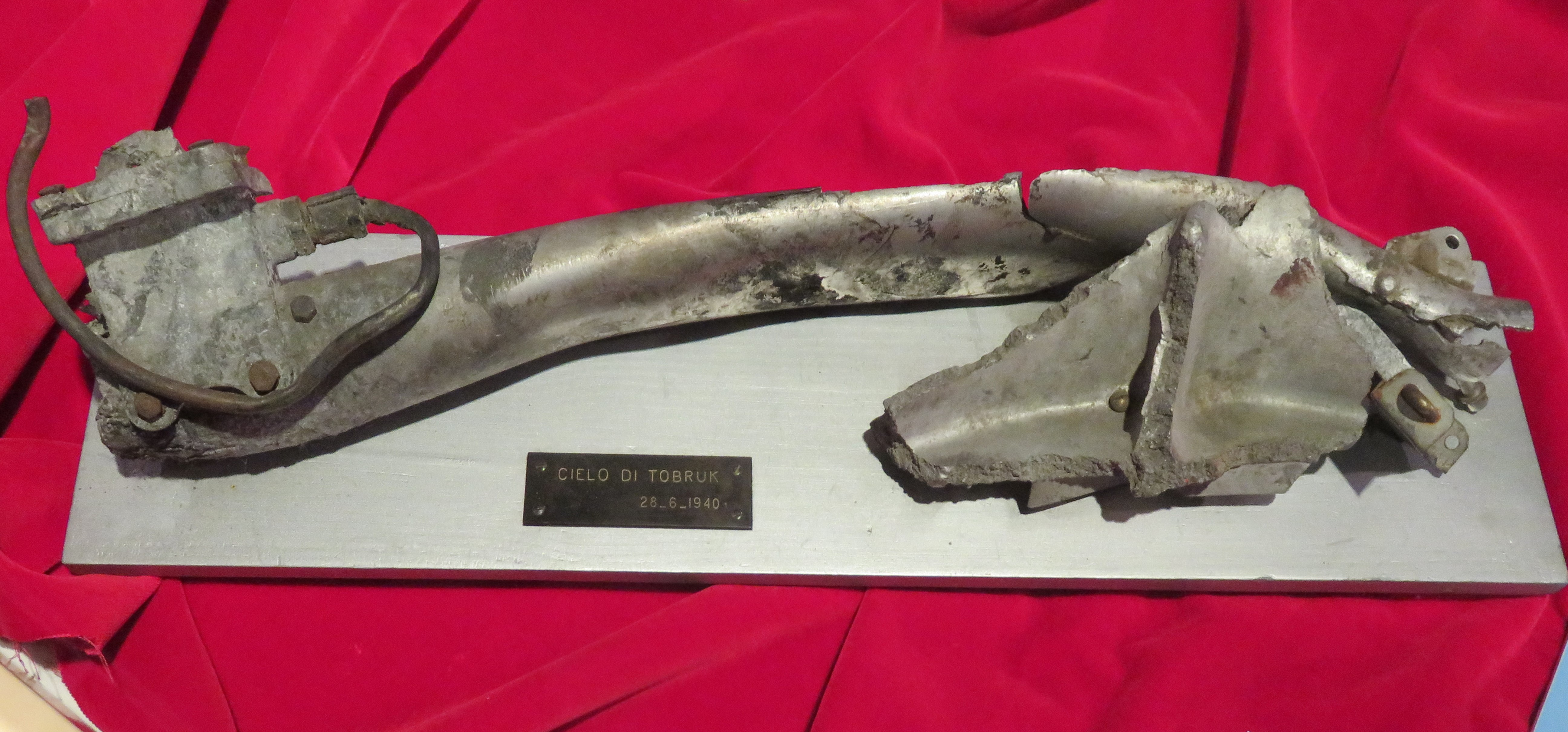
Uno dei resti del trimotore S.M.79, esposto alla mostra itinerante Mari e cieli di Balbo nel Museo dell'aeronautica Gianni Caproni, nel marzo 2016

Le giornate dal 29 giugno al 4 luglio 1940 vennero dichiarate di lutto nazionale. Il 30 giugno il corteo funebre portò le salme dei caduti fino a Bengasi, dove il 1º luglio si svolsero i riti funebri. Il giorno successivo le salme furono portate in aereo a Tripoli, dove venne allestita una camera ardente nell'ufficio che era stato di Balbo nella sede del governo coloniale. Il 4 luglio, dopo una messa nella cattedrale di San Francesco, le bare vennero portate per le strade di Tripoli. Su proposta di Mussolini i resti di Balbo vennero sepolti nel luogo scelto per il monumento ai caduti, con l'idea di trasferirli in Italia a guerra finita. Il regime lo insignì della Medaglia d'oro al valor militare.
Le salme di Balbo e degli altri caduti nell'incidente di Tobruch rimasero in Libia fino al 1970, quando l'ondata di nazionalismo libico sollevata dal colonnello Muʿammar Gheddafi minacciò la distruzione dei cimiteri italiani nell'ex-colonia. La famiglia Balbo rimpatriò la salma in Italia e come luogo finale di sepoltura venne scelto Orbetello. Qui Balbo riposa con tutti i membri dell'equipaggio del suo ultimo fatale volo, a eccezione di Nello Quilici.

## L'ipotesi del complotto

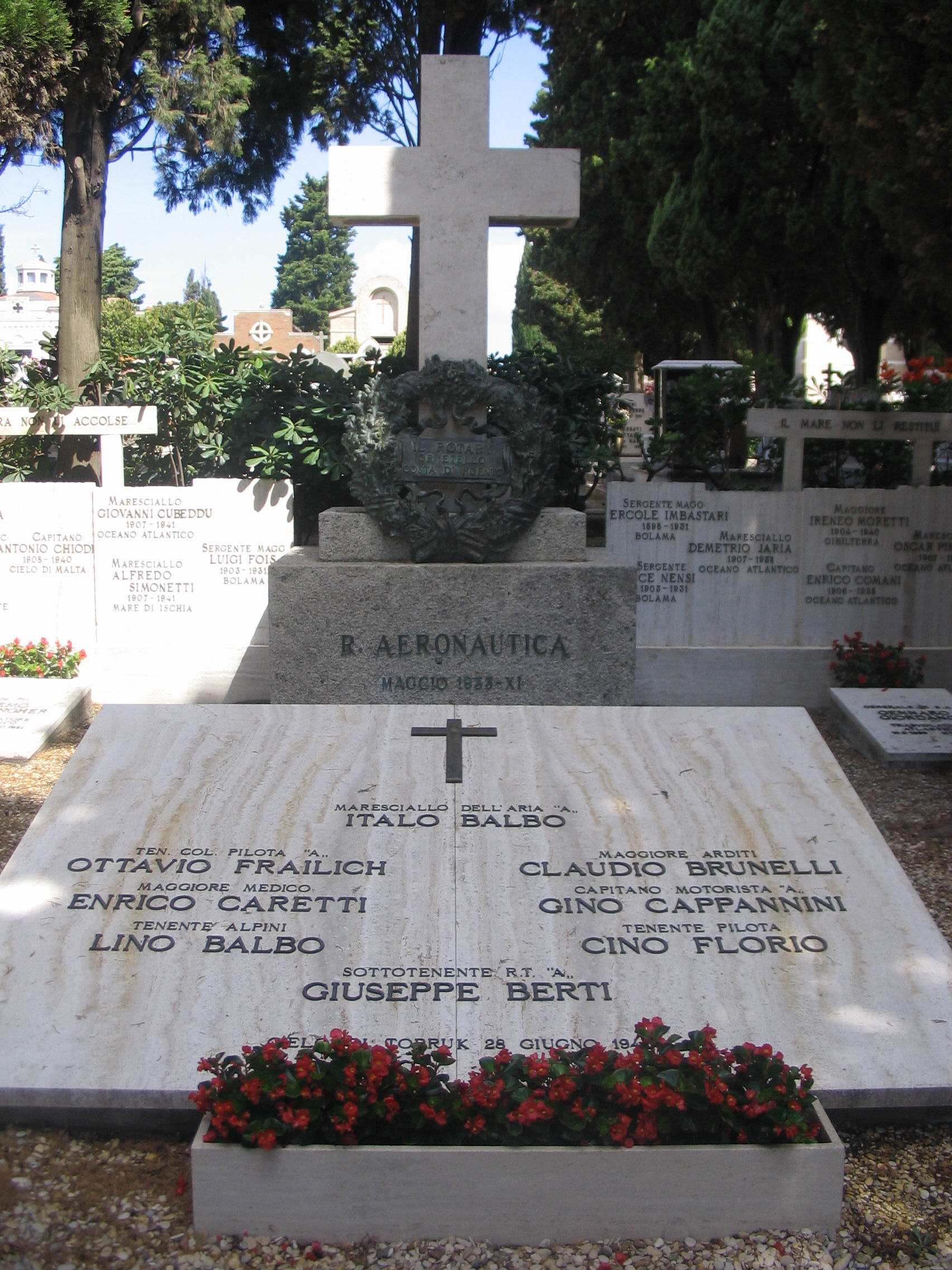
La tomba a Orbetello.

La vedova di Balbo, Emanuela Florio, sostenne che la morte del marito fosse dovuta a un ordine giunto da Roma; l'insistenza nelle accuse portò Temistocle Testa, prefetto di Ferrara (dove la donna viveva), a sollecitare l'intervento del capo della polizia Bocchini «...perché si lascia andare a dichiarazioni compromettenti». Riferisce il prefetto al suo superiore che la donna andava dicendo a chiunque si recasse a visitarla:
(Emanuela Florio, lettera del prefetto Testa a Bocchini)
L'ipotesi di un delitto politico mascherato da incidente fu liquidata come una "stupidaggine" da Claudio Marzola, il capopezzo imbarcato sull'incrociatore della Regia Marina San Giorgio che riteneva di aver abbattuto l'aereo di Balbo. Franco Pagliano nel 1965 e Giorgio Rochat nel 1986 considerarono definitivamente appurato che Balbo fu abbattuto dalla contraerea italiana di Tobruch per un fatale errore di valutazione, mentre erano totalmente prive di fondamento tutte le altre ipotesi. Dello stesso parere sono Indro Montanelli e Mario Cervi, Arrigo Petacco e Gregory Alegi. La "teoria del complotto" aveva trovato credito anche per la presenza, a bordo dell'aereo, di Nello Quilici, direttore del Corriere Padano, giornale che più volte aveva sfidato la censura del governo fascista. Tuttavia lo stesso figlio del giornalista, Folco Quilici, ritenne l'ipotesi non sostenibile, sia per la grande quantità di soldati impiegati, che per altri elementi raccolti e descritti nel suo libro Tobruk 1940, pubblicato nel 2004. Giungendo alla conclusione che doveva essersi trattato di un incidente causato dal mancato riconoscimento della nazionalità dell'aereo, essendovi stata da poco sul campo aeroportuale T.2 un'incursione di aerei britannici.
Nel 2006 Quilici fu contattato da Aldo Massa, un guardiamarina che il giorno dell'abbattimento dell'aereo di Balbo era di vedetta nell'unico edificio in cemento armato del porto, un bunker dotato di ampia feritoia. Grazie alle testimonianze di Massa e di altri, Quilici segnalò la presenza di un sottomarino all'ancora nella rada di Tobruch e, sebbene nessun rapporto ufficiale facesse riferimento alla sua presenza in Libia, lo identificò nel sommergibile posamine italiano Marcantonio Bragadin, proveniente da Napoli. Fonti giornalistiche ipotizzarono che dalla sua torretta fu sparata la raffica che abbatté l'aereo di Balbo, che si schiantò e bruciò a lungo nella notte, rendendo quasi irriconoscibili i corpi. Nella confusione che seguì l'abbattimento il Bragadin ripartì dal porto libico la sera stessa.
Ad ogni modo, Arrigo Petacco aveva pubblicato nel 1997 la relazione a Mussolini del generale di brigata aerea Egisto Perino (passeggero sull'aereo di Porro), che reca la data del 1º luglio 1940 e che corrisponde alla versione ufficiale, con pienezza di dettagli; il documento fu ritrovato fra le carte segrete di Mussolini.

## Opere
- Lavoro e milizia per la nuova Italia (commento di Giuseppe Bottai), Berlutti, Roma, 1923.
- Da Roma a Odessa. Sui cieli dell'Egeo e del Mar Nero, Fratelli Treves, Milano, 1929.
- Stormi in volo sull'Oceano, Mondadori, Milano, 1931.
- Diario 1922, A. Mondadori, Milano, [1932].
- La centuria alata, A. Mondadori, 1934.
- Sette anni di politica aeronautica. 1927-1933, Mondadori, Milano, 1936.

### Ulteriore Bibliografia
- Folco Quilici, Tobruk 1940 - La vera storia della fine di Italo Balbo, Milano, Mondadori, 2004, ISBN 88-04-53411-7.
- Learco Maietti, Il ferrarese di Quartesana e i suoi tempi - Breve viaggio attraverso la vita e i tempi di Italo Balbo, O. d. C., 1966.
- Learco Maietti, Italo Balbo - Un uomo scomodo, Este Edition Srl, 2016, ISBN 978-88-6704-168-8.
- Alessandro Roveri, Tutta la verità su Quilici, Balbo e le leggi razziali, Este Edition Srl, 2006, ISBN 88-89537-20-5.
- Paul R. Corner, Il Fascismo a Ferrara, Roma-Bari, Laterza, 1974, ISBN non esistente.
- Renato Sitti, La Capillare - Rapporto su un'organizzazione fascista di base, Ferrara, Cartografica Artigiana, 1983.
- Alessandro Roveri, Le origini del Fascismo a Ferrara 1918-1921, Milano, Feltrinelli, 1974, ISBN non esistente.
- Renato Sitti e Lucilla Previati, Ferrara. Il regime fascista - Documenti e immagini del fascismo ferrarrese, Milano, La Pietra, 1976, ISBN non esistente.
- AA. VV., Ferrara - Novembre 1943-Novembre 1944 - Gli eccidi di Castello Estense e del Doro nei discorsi ferraresi di alcuni protagonisti della Resistenza italiana 1945-1971, a cura di Delfina Tromboni, Cartografica Artigiana, 2001.